# Planaria
Planaria es un género de tricládidos planáridos de la familia Planariidae. Actualmente está representado por una sola especie, Planaria torva, que se encuentra normalmente en Europa. Cuando la planaria se corta en trozos, éstos tienen la capacidad de regenerarse en un individuo completamente formado.

## Descripción
Actualmente el género Planaria se define como tricládidos de agua dulce con oviductos que se unen para formar un oviducto común sin abrazar la bolsa copulatriz y con un adenodáctilo presente en el atrio masculino. Los testículos discurren a lo largo de todo el cuerpo.

## Alimentación
El alimento de P. torva consiste en gasterópodos de agua dulce, gusanos tubícidos y artrópodos de agua dulce, como isópodos del género Asellus y larvas de quironómidos, aunque muestra una clara preferencia por los caracoles. En el Reino Unido, P. torva es un predador exitoso del caracol de barro invasivo de Nueva Zelanda (P. jenkinsi).